# Torrie Zito
Torrie Zito (* 12. Oktober 1933 in Utica (New York); † 3. Dezember 2009 in New York City) war ein US-amerikanischer Pianist, Komponist und Arrangeur im Bereich des Jazz, der klassischen und der populären Musik. Er wurde vor allem bekannt durch seine Zusammenarbeit mit unterschiedlichen Musikern wie Bobby Darin, Tony Bennett und Frank Sinatra sowie John Lennon, Sinéad O’Connor und Clay Aiken.

## Leben und Wirken
Zito stammt aus einer musikalischen Familie; sein Vater spielte Klavier als Untermalung von Stummfilmen; sein Bruder Freddie war Posaunist bei Charlie Barnet und Stan Kenton. Er selbst spielte zunächst Flöte und Trompete, wechselte dann zum Piano, auf dem er Autodidakt ist und begann zunächst als Jazzpianist im Umfeld des Bebop unter dem Einfluss von Bud Powell. 1957/58 studierte er Komposition bei Vittorio Giannini an der Manhattan School of Music und erhielt Privatunterricht bei Marion Evans. Nach einer Tournee mit dem Sänger Jerry Vale arbeitete er ab Ende der 1950er Jahre in New York als freischaffender Musiker, u. a. in den Studios zur Herstellung von Jingles.
Anfang der 1960er Jahre schrieb er für Alben von Cannonball Adderley, James Moody (Moody With Strings, 1961), arbeitete auf mehreren Alben als Arrangeur für Morgana King (A Taste of Honey, 1964), Quincy Jones, Perry Como (Lightly Latin, 1966) und für Herbie Mann (String Album, 1967). In dieser Zeit war er außerdem für Les Double Six, Billy Eckstine, Sarah Vaughan, Frank Sinatra und Barbra Streisand tätig. 1967 engagierte ihn Tony Bennett als Tournee-Pianisten, musikalischen Leiter und zeitweise auch als Arrangeur; Zito arbeitete die nächsten sieben Jahre mit Bennett zusammen. Ende der 1960er Jahre arbeitete er für John Lennon an der Orchestrierung dessen Albums Imagine.
Nach seiner Zeit mit Bennett arbeitete Zito vorwiegend mit seiner Ehefrau, der Sängerin Helen Merrill, zusammen; er ist als Pianist auf ihrem Album mit Stan Getz (Just Friends, 1989) zu hören und arrangierte u. a. ihre Clifford-Brown-Hommage Brownie (1994) und ihr Album Carousel (1996) mit Songs des finnischen Komponisten Heikki Sarmanto. Zuletzt war er auf ihrem Album Lilac Wine (2002) mit Lew Soloff und George Mraz zu hören. Zu seinen späten Arbeiten gehören Arrangements für Popsänger wie Carly Simon (Film Noir, 1997) und George Michaels Songs From the Last Century von 1999. Seine letzte größere Arbeit vor seinem Tod war Clay Aikens Album Merry Christmas With Love (2004); zuletzt steuerte er 2008 ein Arrangement zu Tony Bennetts Album A Swingin' Christmas (with the Count Basie Band) bei.
Als Komponist ist er stark von den impressionistischen Komponisten wie Claude Debussy, Maurice Ravel und Gabriel Fauré beeinflusst; so schrieb er einen Concert Waltz for Harp and String Orchestra und das Divertimento for Clarinet and Strings. Im Bereich des Crossover arbeitete er auch mit der klassischen Klarinettistin Sabine Meyer und Eddie Daniels zusammen. Außerdem schrieb er die Jazz-Kompositionen „Lisa“ (für Cannonball Adderley) sowie „Somerset“ und „A Summer Thing“ für Zoot Sims.